# Javier Otaola Bajeneta
Javier Otaola Bajeneta (Bilbao, 20 de febrero de 1956) es abogado y escritor. Miembro de número de la Real Sociedad Bascongada de Amigos del País. 
Ha sido Gran Maestro de la Gran Logia Simbólica Española (GOEU), entre 1997 y 2000, y Presidente de la Internacional Masónica (CLIPSAS), entre 1997 y 1999. 
Hijas: Myriam y Ania.

## Historia
Se recibió de licenciado en Derecho en 1977 y ejerció como abogado hasta 1982 en los Colegios de Bilbao, Vitoria y Madrid, además ha sido Letrado del Gobierno de la Comunidad Autónoma Vasca desde 1982 a 2021 que se jubiló y fue Defensor Vecinal-Herritarren Defendatzailea de la ciudad de Vitoria-Gasteiz (2000, durante dos períodos). Promotor y animador del Foro Club de los Iguales-Gure Artean, Amigo de Número de la Real Sociedad Bascongada de Amigos del País/ Euskalerriaren Adiskideak Elkartea, socio de la Asociación de Escritores de Euskadi/Euskadiko Idazleen Elkartea, y de otras asociaciones: culturales, mediadoras, y filantrópicas. Iniciado en Masonería en 1981 en la Logia Tolerancia (Bilbao), cofundador de la Logia Manuel Iradier en 1993 (Vitoria-Gasteiz), de la logia de estudios Theorema, (1997); ha sido Gran Maestro de la Gran Logia Simbólica Española (GOEU) (1997-2000) y Presidente de la internacional masónica CLIPSAS (Electo en Barcelona 1997- y cesó en el cargo tras el Encuentro de Atenas 2000).
Javier Otaola es autor de los ensayos La Metáfora masónica. Razón y sentido (San Sebastián, 1999); Laicidad, una estrategia para la libertad (Barcelona, 2000); En el umbral de la logia (San Sebastián, 2003); Ciudadanía e identidad (Madrid, 2007); Testutxoak (Donostia, 2007); Fragmentos de un discurso masónico (Oviedo, 2009); La masonería en persona(s), junto a Valentín Díaz (Oviedo, 2010); La logia y la ley del deseo (Madrid, 2011 Atanor Ediciones); Cristianismo sin embargo, (Oviedo, 2011); Masonería y Hermenéutica. Un mundo problemático, junto a Andrés Ortiz-Osés, (Madrid, 2012, Atanor Ediciones); Una mirada a la logia, junto al fotógrafo chileno Sebastián Utreras (Oviedo, 2012). Y las novelas Brocheta de Carne (San Sebastián, 2003); y As de Espadas (Barcelona, 2009).
Otaola es o ha sido colaborador de Claves de Razón Práctica, El Correo, El País, Euskal Irratia Telebista y de otros medios. En 2023 publica una nueva novela protagonizada por su personaje de ficción, la ertzaina (policía vasca) Felicidad (o Zorione) Olaizola. ¨La comisaria Olaizola y el caso del perro blanco´,que se desarrolla en la ciudad de Vitoria-Gasteiz. 